# オフィスマッサージ
オフィスマッサージ（おふぃすまっさーじ、英Office Massage）とは、法人の従業員の心身の健康管理を目的とし、法人事業所内にて、あん摩マッサージ指圧師国家免許の取得者がマッサージを行うことである。

## 治療方法
あん摩マッサージ指圧師国家免許の取得者（あん摩マッサージ指圧師）が、法人事業所へ訪問し、空き会議室等へ入り、マッサージベッドやタオルなど備品の設置をし、法人の従業員へ対して施術（マッサージ）を行う。
法人は、従業員（労働組合の場合、組合員）の身体の健康管理、メンタルヘルス対策、職場改善、従業員満足の向上、求人（リクルーティング）力の向上等を目的に導入する。
この目的により、施術時間は、就業時間中に行われ、従業員1人当り20分から60分で施術される事が多い。一日の施術が終了すると、マッサージベッド等を撤収し、本来の会議室へ現状復帰する。

## メンタルヘルスの改善効果
日本、そして東アジア諸国は、少子高齢化時代に入り、職場の人手不足や、業務配分の偏在により、過重労働、そして運動不足に伴う筋肉の硬化、血行の悪化が発生している。
肉体の血行の悪化は、脳の血行の悪化、そしてセロトニンなど脳内神経伝達物質の減少へ至ると仮説される。そして、セロトニンなど脳内神経伝達物質の減少は、うつと称される、メンタルヘルス不調へ至る事が、大脳生理学で証明されている。
マッサージという他動運動により、筋肉の柔軟性を取り戻し、血行を促進する事で、うつの軽減など、メンタルヘルスの改善効果が医学統計で確認されており、オフィスマッサージとメンタルヘルスの関連性について、日本産業ストレス学会、日本自律訓練学会、日本社会精神医学会にて、学会発表されている。
2008年秋以降の金融恐慌の影響で、職場のメンタルヘルス状態の悪化も指摘されており、設備投資が不要で、空き会議室の有効活用として、オフィスマッサージを導入する企業は、景気後退局面においても増加傾向にある。

## 昨今の問題と今後の課題
昨今の問題としては、マッサージを業として行う場合、コンプライアンス（法令順守）の観点から、あん摩マッサージ指圧師国家免許を取得した者でなければ、従事できない。しかし、無免許無資格者が、将来性ある市場とみて、オフィスマッサージに参入を始めており、価格は安価であっても、施術のトラブル事例や、医学知識に未熟な者が従事している事例もみられる。
あん摩マッサージ指圧師国家免許を取得した者で、目が不自由な障害者マッサージ師(視覚障害者、盲ろう者)は、指先の感覚が繊細であり、指先への集中力が高い事から、高品質な施術を行う確度が高いが、オフィスでのマッサージに特化した、専門性ある教育訓練施設は無い為、技術の継続的な向上ができる仕組みが社会に無い。
今後の課題としては、コンプライアンスを遵守し、施術の品質の向上を継続的に進められる事業者の育成である。オフィスマッサージ業者を審査できる第三者機関の発足が待たれる。

## 備考
目の不自由な障害者マッサージ師を常勤で雇用する場合、そのマッサージ師はヘルスキーパーと呼ばれる。ヘルスキーパーは、従業員満足の向上と、障害者法定雇用率の向上に、一石二鳥で寄与する為、障害者雇用を検討する企業において検討されやすい。一方、オフィスマッサージを行うマッサージ師を、非常勤で使用する場合は、企業の会議室へ訪問してもらう為、訪問マッサージと呼ばれる事がある。
按摩という言葉のあるように、歴史的にマッサージは目の不自由な障害者の繊細な指先を活かせる職業であったが、効率性において勝る無免許無資格者が、障害者マッサージ師の雇用を駆逐してしまったとの見解もある。
訪問マッサージで、目の不自由な障害者マッサージ師を活用する場合、障害者マッサージ師が安全に交通機関を移動でき、企業へ訪問できる事（移動の自由）と、法人の従業員との円滑なコミュニケーション（コミュニケーションの自由）を確保する必要がある。その為に、障害者マッサージ師の通訳介助業務を行い、会議室を一日限定のマッサージ室に変える設営、撤収作業や、カルテ管理等を行う役割を担う、コンダクターと呼ばれる専門職がある。コンダクターがいることで、法人は、部屋のリニューアルなど、設備投資をせずに、非常勤で、マッサージを社内で行う事が可能になる。